# Chaetocnema puncticollis
Chaetocnema puncticollis (лат.) — вид жуков-листоедов рода Chaetocnema трибы земляные блошки из подсемейства козявок (Galerucinae, Chrysomelidae).

## Распространение
Встречаются в Южной и Юго-восточной Азии (Вьетнам, Индия, Индонезия, Китай, Таиланд, Тайвань, Шри-Ланка), на Новой Гвинее и в Палеарктике (КНДР, Южная Корея, Япония).

## Описание
Длина около 2 мм. От близких видов (Chaetocnema simplicifrons, Chaetocnema furthi) отличается комбинацией следующих признаков: переднеспинка гладкая, фронтальный киль узкий и выпуклый, передне-боковые калли пронотума явные и усечённые, мелкие размеры, формой эдеагуса и переднеспинки. Переднеспинка и надкрылья бронзоваатые. Фронтолатеральная борозда присутствует. Антенномеры усиков желтовато-коричневые. Голова гипогнатная (ротовые органы направлены вниз). Надкрылья покрыты несколькими рядами (6—8) многочисленных мелких точек — пунктур. Бока надкрылий выпуклые. Второй и третий вентриты слиты. Средние и задние голени с выемкой на наружной стороне перед вершиной. Переднеспинка без базальной бороздки. Кормовые растения: Amaranthaceae, Chenopodiaceae, Fabaceae, Convolvulaceae, Rosaceae, Polygonaceae, Solanaceae. Вид был впервые описан в 1858 году российским офицером-разведчиком и энтомологом Виктором Ивановичем Мочульским (1810—1871) по материалам из Индии, а его валидный статус был подтверждён в ходе ревизии ориентальной фауны рода Chaetocnema, которую провели в 2019 году энтомологи Александр Константинов (Systematic Entomology Laboratory, USDA, c/o Smithsonian Institution, National Museum of Natural History, Вашингтон, США) и его коллеги из Китая (Ruan Y., Yang X., Zhang M.) и Индии (Prathapan K. D.).